# Majella Stockhausen
Majella Stockhausen-Riegelbauer (* 7. Juni 1961 in Köln) ist eine deutsche Konzertpianistin.

## Leben und Wirken
Stockhausen ist die dritte Tochter von Doris und Karlheinz Stockhausen. Sie  studierte nach Abschluss ihres Abiturs zunächst bei Klaus Oldemeyer. Darauf folgten Ausbildungen bei Hans Leygraf an der Hochschule für Musik, Theater und Medien Hannover und bei Georg Sava an der Hochschule der Künste Berlin.
Stockhausen trat zunächst im Bereich der Kammermusik auf und konzertierte bei den Berliner Festwochen, Ultraschall Berlin, dem Montpellier Festival, den Wiener Festwochen oder im Skulpturenpark Waldfrieden. Seit 1986 ist sie als Pianistin Mitglied der Berliner Philharmoniker. Als Solistin spielte sie weiterhin mit dem Scharoun Ensemble Berlin und dem Kammerensemble Neue Musik Berlin zusammen.
In Stockhausens Wirken bildet die Neue Musik einen besonderen Schwerpunkt. Ihr Vater, zu dem sie um das Jahr 2000 ein distanziertes Verhältnis hatte, holte sie als Interpretin seiner Klavierstücke und seiner abendfüllenden Werke Donnerstag aus Licht und Samstag aus Licht. Weiterhin arbeitete sie mit Komponisten wie Hans Werner Henze, György Ligeti, Aribert Reimann, György Kurtág, Dieter Schnebel, Matthias Pintscher, Maria de Alvear, Jörg Widmann oder Michael Mantler zusammen. Zahlreiche Werke wurden von ihr uraufgeführt und aufgenommen. Sie ist auch auf Alben von Frame Cut Frame und mit Werken von John Adams, Detlev Glanert oder Dan Visconti zu hören.
Außerdem ist Stockhausen als Klavierpädagogin tätig.